# Aristolochia helix
Aristolochia helix là một loài thực vật có hoa trong họ Aristolochiaceae. Loài này được Phuph. mô tả khoa học đầu tiên năm 1984.